# Учинская улица
Учи́нская у́лица (название утверждено 23 января 1964 года) — улица в Северном административном округе города Москвы на территории района Дмитровский.

## Расположение
Расположена между Яхромским проездом и улицей Софьи Ковалевской.

## Происхождение названия
В прошлом находилась в бывшем посёлке Вагоноремонт, где она называлась Пионерская улица. С 1960 года в черте Москвы, и это идеологическое название для устранения одноименности было в 1964 году заменено современным названием по подмосковной реке Уча.

## Описание
Учинская улица начинается от Яхромского проезда, проходит на север, справа к ней примыкает Икшинская улица и заканчивается примыканием к улице Софьи Ковалевской.